# Тьєррі Лермітт
Тьєррі Лермітт, фр. Thierry Lhermitte (*24 листопада 1952, Булонь-Біянкур)  — французький актор, сценарист, кінопродюсер.

## Життєпис

### Навчання
Батьки Лермітта були достатньо заможними, щоб віддати сина навчатися до престижного ліцею Пастера в Неї-сюр-Сен, де той мав стати економістом. Однак на курсі з Лерміттом навчалися Мішель Блан, Жерар Жуньо, Жозіан Баласко, Крістіан Клав'є. Усіх об'єднала любов до театру. Друзі створили аматорську трупу «Le Splendid» і влаштовували комічні вистави спочатку в кафе-театрі в Пото, а потім і в паризькому «Кафе де ля Ґар». Тьєррі сам автор багатьох сценаріїв скетчів, разом з цим знімаючись у кіно.

### В трупі Le Splendid
Разом з акторами Le Splendid бере участь в екранізаціях вистав театру, граючи блакитноокого плейбоя. Найвідомішою роботою трупи стає вистава «Любов, черепашки та ракоподібні». У 1978 році вийшов фільм «Засмаглі» (Les Bronzes, 1978; Les Bronzes Font Du Ski, 1979), який одразу зробив молодих виконавців зірками. Незабаром слідувало продовження «Засмаглі на лижах», а потім «Дід Мороз  — не потрібен». Перед учасниками Le Splendid розкриваються перспективи, що призвело до розпаду трупи. Першим вийшов саме Лермітт. Після «Засмаглих» до нього міцно прилипає амплуа найкомічнішого актора, та він пробує себе і в драмі, і в трилері.
На нього звертаю увагу Бертран Бліє, який знімає його у фільмі «Жінка мого друга» (фр. La Femme De Mon Pote, 1983). Разом з іншими «сплендівцями» знімається у бурлескній комедії Ж.-М. Пуаре «Дідусь чинить опір» (фр. Papy fait de la résistance, 1983).

### Відомі ролі
Найкращими його ролями став образ продажного поліцейського у двох комедіях Клода Зіді «Відчиніть, поліція!» (Les Ripoux, 1984), та «Продажні проти продажних» (Ripoux contre ripoux, 1990), де партнером Лерміта був Філіп Нуаре.
Лермітт розуміє, що амплуа комедійного актора важко змінити, тому любить повторювати слова Філіпа Нуаре:
| Неможливо змінити свій імідж перед обличчям тих, хто любить чи не любить тебе». |

### Фільмографія
| Рік  | Назва українською                       | Назва французькою                                               |
| ---- | --------------------------------------- | --------------------------------------------------------------- |
| 1973 | Рік 01                                  | L'An 01                                                         |
| 1974 | Ті, що вальсують                        | Les Valseuses                                                   |
| 1975 | Не слід мовчати тому, що нічого сказати | C'est pas parce qu'on a rien à dire qu'il faut fermer sa gueule |
| 1975 | Нехай розпочнеться свято                | Que la fête commence                                            |
| 1976 | Обережно — очі!                         | Attention les yeux !                                            |
| 1976 | Далі — нікуди                           | On aura tout vu                                                 |
| 1976 | Ф… як Фербенкс                          | F… Comme Fairbanks                                              |
| 1977 | Чорт в коробці                          | Le Diable dans la boîte                                         |
| 1977 | Ви не отримаєте Ельзас і Лотарингію     | Vous n'aurez pas l'Alsace et la Lorraine                        |
| 1977 | Любов на траві                          | L'Amour en herbe                                                |
| 1977 | Зіпсовані діти                          | Des enfants gates                                               |
| 1978 | Останній романтичний коханець           | Le Dernier amant romantique                                     |
| 1978 | Засмаглі                                | Les bronzes                                                     |
| 1979 | У героїв мерзнуть вуха                  | Les Héros n'ont pas froid aux oreilles                          |
| 1979 | Засмаглі на лижах                       | Les bronzes font du ski                                         |
| 1980 | Банкірша                                | La Banquière                                                    |
| 1980 | Клара та шикарні типи                   | Clara et les chics types                                        |
| 1981 | У наступному році, все буде добре       | L'année prochaine, si tout va bien                              |
| 1981 | Чоловіки надають перевагу товстушкам    | Les Hommes preferent les grosses                                |
| 1982 | Їй повсюди ввижаються гноми             | Elle voit des nains partout!                                    |
| 1982 | Необхідна самооборона                   | Legitime Violence                                               |
| 1982 | Дід мороз не потрібен                   | Le Père Noël est une ordure                                     |
| 1983 | Чоловік як для мене                     | Un homme a ma taille                                            |
| 1983 | Жінка мого друга                        | La femme de mon pote                                            |
| 1983 | Рок-н-тора                              | Rock 'n Torah                                                   |
| 1983 | Наречена                                | La fiancée qui venait du froid                                  |
| 1983 | Стела                                   | Stella                                                          |
| 1983 | Інформатор                              | L'indic                                                         |
| 1983 | Дідусь чинить опір                      | Papy fait de la résistance                                      |
| 1984 | Свита                                   | La Smala                                                        |
| 1984 | Відчиніть, поліція!                     | Les Ripoux                                                      |
| 1985 | Весілля століття                        | Le Mariage du siècle                                            |
| 1985 | Королі жарту                            | Les Rois du gag                                                 |
| 1986 | Ніч насолоди                            | Nuit d'ivresse                                                  |
| 1987 | Останнє літо в Танжері                  | Dernier été à Tanger                                            |
| 1987 | Клятий Фернан                           | Fucking Fernand                                                 |
| 1990 | Кар'єра, зроблена на дивані             | Promotion canapé                                                |
| 1990 | Відчиніть, поліція! 2                   | Ripoux contre ripoux                                            |
| 1990 | Свято батьків                           | La Fête des pères                                               |
| 1990 | Тисяча і одна ніч                       | Les 1001 nuits                                                  |
| 1991 | Професійні таємниці доктора Апфельглук  | Les secrets professionnels du Dr Apfelgluck                     |
| 1991 | Тотальне слідкування                    | La Totale !                                                     |
| 1992 | Зебра                                   | Le Zèbre                                                        |
| 1993 | Танго                                   | Tango                                                           |
| 1993 | Фанфан                                  | Fanfan                                                          |
| 1993 | Тінь сумніву                            | L'ombre du doute                                                |
| 1993 | Помста блондинки                        | La vengeance d'une blonde                                       |
| 1994 | Вони не забувають ніколи                | Elles n'oublient jamais                                         |
| 1994 | Підступність слави                      | Grosse Fatigue                                                  |
| 1994 | Індієць в Парижі                        | Un indien dans la ville                                         |
| 1995 | Усі дні неділя                          | Tous les jours dimanche                                         |
| 1995 | Августин                                | Augustin                                                        |
| 1996 | Фіктивний шлюб                          | Ma femme me quitte                                              |
| 1996 | Не варто!…                              | Fallait pas!…                                                   |
| 1997 | Сестри Солей                            | Les sœurs soleil                                                |
| 1997 | Жити як королі                          | Comme des rois                                                  |
| 1997 | Маркіза                                 | Marquise                                                        |
| 1997 | Чотири перспективних хлопчика           | Quatre garçons pleins d'avenir                                  |
| 1997 | Американський перевертень в Парижі      | Le Loup-garou de Paris / An American Werewolf in Paris          |
| 1998 | Вечеря з недоуком                       | Le Dîner de cons                                                |
| 1998 | Милосердний бізнес                      | Charite biz'ness                                                |
| 1998 | Колеги                                  | Les collègues                                                   |
| 1999 | Незначний вплив                         | Trafic d'influence                                              |
| 1999 | Саме щасливе місце на землі             | Le plus beau pays du monde                                      |
| 1999 | Я не винен                              | C'est pas ma faute!                                             |
| 2000 | Мрія усіх жінок                         | Meilleur espoir feminine                                        |
| 2000 | Принц перлового острову                 | Le prince du Pacifique                                          |
| 2000 | Викладач                                | Le prof                                                         |
| 2000 | Друге життя                             | Deuxième vie                                                    |
| 2000 | Хороший план                            | Bon plan                                                        |
| 2001 | Шафа                                    | Le Placard                                                      |
| 2001 | Роман Лулу                              | Le roman de Lulu                                                |
| 2002 | А тепер, пані й панове                  | And Now… Ladies and Gentlemen?                                  |
| 2002 | Хлопці із «Драгстора»                   | La Bande du Drugstore                                           |
| 2002 | Приватне розслідування                  | Une affaire privée                                              |
| 2002 | Дивні сади (2003)                       | Effroyables jardins                                             |
| 2003 | Максимальний екстрим                    | Snowboarder                                                     |
| 2003 | Розлучення                              | Le Divorce                                                      |
| 2003 | Ця жінка                                | Cette Femme-là                                                  |
| 2003 | Злий жарт                               | Mauvais esprit                                                  |
| 2003 | Відчиніть поліція! 3                    | Ripoux 3                                                        |
| 2003 | Ключі від машини                        | Les Clefs de bagnole                                            |
| 2004 | Американець                             | L'Américain                                                     |
| 2004 | Той, що програв отримає все             | Qui perd gagne!                                                 |
| 2004 | Караул, мені 30 років!                  | Au secours, j'ai 30 ans!                                        |
| 2004 | Колишня подруга життя                   | L'Ex-femme de ma vie                                            |
| 2005 | Плюшевий синдром                        | L' Antidote                                                     |
| 2005 | Телефон                                 | Foon                                                            |
| 2006 | Веселі і засмаглі 3                     | Les bronzés 3: amis pour la vie                                 |
| 2006 | Некерований                             | Incontrôlable                                                   |
| 2006 | Як усі                                  | Comme tout le monde                                             |
| 2007 | 13 квадратних метрів                    | 13 m²                                                           |
| 2007 | Гість                                   | L'invité                                                        |
| 2007 | Ключ                                    | La clef                                                         |
| 2008 | Наш безжалісний світ                    | Notre univers impitoyable                                       |
| 2008 | Чи лікується це?                        | Ca se soigne?                                                   |
| 2009 | Без образ                               | Sans rancune!                                                   |
| 2009 | Одного разу у Версалі                   | Bancs publics (Versailles rive droite)                          |
| 2009 | Свистун                                 | Le siffleur                                                     |
| 2009 | Тельма, Луїза і Шанталь                 | Thelma, Louise et Chantal                                       |
| 2013 | Набережна Орсе                          | Quai d'Orsay                                                    |
| 2019 | Французький жиголо                      | Just a Gigolo                                                   |